# Sito Pons
Pour les articles homonymes, voir Pons.
Alfonso Pons Ezquerra, dit « Sito Pons », né le 9 novembre 1959  à Barcelone, est un ancien pilote de vitesse moto espagnol.

## Biographie
Ancien pilote de Grand Prix, concourant sur le Continental Circus de 1984 à 1991, il est l'un des pilotes dominants de la catégorie 250 cm3 avec une seconde place au classement général en 1986, puis une troisième place en 1987, avant de remporter deux titres de Champion du monde en 1988 et 1989. Il passe ensuite à la catégorie supérieure pendant deux saisons.
Après sa carrière de pilote, il devient patron d'écurie : le Team Pons Honda (devenu Pons Racing/Páginas Amarillas HP 40). C'est le pilote espagnol Álex Crivillé qui apporte la première victoire à l'écurie dans la catégorie reine, victoire qui sera suivi par d'autres les années suivantes, obtenues par Alberto Puig, Carlos Checa, Alex Barros et Loris Capirossi. Max Biaggi, durant la saison 2003, apportera également deux victoires à l'équipe.
Ses fils Axel et Edgar sont pilotes en Moto2. Depuis 2014, Axel fait partie de l'équipe AGR Team, alors qu'Edgar a rejoint Pons Racing.

## Palmarès
- Champion du monde 250 cm3 en 1988 et 1989
- 41 podiums dont quinze victoires en Grands Prix
  - 4 pole positions, 12 meilleurs temps
  - 944 points marqués dans les championnats

### Distinction personnelle
- Prix Prince des Asturies des sports en 1990